# Kirkland, Washington
Kirkland är en stad (city) i King County i delstaten Washington i USA. Staden hade 92 175 invånare, på en yta av 58,69 km² (2020). Den ligger i Seattles storstadsområde vid Lake Washington.